# Коляда Микола Федорович
Микола Федорович Коляда (нар. 18  лютого 1962, с. Коля́ди  — пом. 20 серпня 2016, Київ, Україна) — український хокеїст, центральний нападник, засновник та президент хокейного клубу «АТЕК» Київ (1994‒2009).

## Біографія

### Освіта
Середня освіта: Пришибська середня школа Шишацького району Полтавської області (1969‒1977 н. р.) та Київське суднобудівне училище № 10 при заводі «Ленінська кузня» (1977‒1980 н. р.). У 1990 р. закінчив Київський державний інститут фізичної культури за спеціальністю «Тренер-педагог».

### Трудова діяльність
Служба в лавах Радянської армії (військово-повітряні сили) — 1981‒1983; Завод «Ленінська Кузня» — 1983; Національний банк УРСР, у складі 7-го відділення спеціалізованої військової охорони Мінфіна УРСР — 1984; Броварська райрада ДСО «Колос» (інструктор зі спорту) — 1985; Керівник хокейної команди «Дарниця» — 1985‒1990; Дитячий тренер в СДЮШОР «Крижинка» — 1989‒1990; Дарницьке управління житлового господарства (педагог-організатор зі спортивно-масової роботи) — 1990; засновник та президент хокейного клубу «АТЕК» Київ — 1994‒2009.

### Спортивна діяльність
Вихованець київської хокейної ДЮСШ «Червоний Екскаватор». Перші тренери: Альошин В. О., Крилов Ю. Д., Губарев Ю. П., Юдін Г. А., Гольцев Б. П. Виступав за «Машинобудівник» Київ, «Корд» Щокіно, «Легія» Варшава, «АТЕК» Київ.
Головні заслуги у хокейному клубі «АТЕК» Київ: Чемпіон України — 2006/2007. Срібний призер чемпіонату України — 1994/1995 (кращий бомбардир ЧУ). Бронзовий призер чемпіонату України — 1996/1997 (кращий бомбардир ЧУ); 2002/2003 (кращий бомбардир ЧУ); 2003/2004; 2008/2009. Кращий бомбардир чемпіонату України 2004/2005. Переможець та срібний призер Спартакіади України — 1993/1994 та 2002/2003, відповідно. Учасник «Кубка Федерації — ІІХФ» 1995 та 2008 роки.
Його син Микола Коляда також є професійним хокеїстом.